# Frame relay
O Frame Relay é uma tecnologia eficiente de comunicação de dados usada para transmitir de maneira rápida e barata (qb) a informação digital através de uma rede de dados, dividindo essas informações em frames (quadros) a um ou muitos destinos de um ou muitos end-points. Em 2006, a internet baseada em ATM e IP nativo começam, lentamente, a reduzir o uso do frame relay. Também o advento do VPN e de outros serviços de acesso dedicados como o Cable Modem e o dsl, aceleram a tendência de substituição do frame relay. Há, entretanto, muitas áreas rurais onde o DSL e o serviço de cable modem não estão disponíveis e a modalidade de comunicação de dados mais econômica muitas vezes é uma linha frame relay. Assim, uma rede de lojas de varejo, por exemplo, pode usar frame relay para conectar lojas rurais ou interioranas em sua WAN corporativa. (provavelmente com a adoção de uma VPN para segurança).
O frame-relay é uma técnica de comutação de quadros efetuada de maneira não confiável(sem controle de erros e sem controle de fluxo), considerando as seguintes caractéristicas: Redes locais com um serviço orientado a conexão, operando na Camada de Enlace nível 2 do modelo OSI, com baixo retardo e sem controle de erro nos nós.
No fim da década de 80 e início da década de 90, vários fatores combinados demandaram a transmissão de dados com velocidades mais altas como:
- a migração das interfaces de texto para interfaces gráficas
- O aumento do tráfego do tipo rajada (burst) nas aplicações de dados
- O aumento da capacidade de processamento dos equipamentos de usuário
- A popularização das redes locais e das aplicações cliente / servidor
- A disponibilidade de redes digitais de transmissão

Os projetistas do frame relay visaram um serviço de telecomunicação para a transmissão de dados de baixo custo-benefício para tráfego do tipo rajada (bursty) nas aplicações de dados entre redes locais (LAN) e entre end-points de uma WAN, a fim de atender a estes requisitos.
A conversão dos dados para o protocolo Frame Relay é feita pelos equipamentos de acesso ainda na LAN, geralmente um roteador. Os frames gerados são enviados aos equipamentos de rede, cuja função é basicamente transportar esse frames até o seu destino, usando os procedimentos de chaveamento ou roteamento próprios do protocolo. A rede Frame Relay é sempre representada por uma nuvem, já que ela não é uma simples conexão física entre 2 pontos distintos. A conexão entre esses pontos é feita através de um circuito virtual permanente(PVC) configurado com uma determinada banda. A alocação de banda física na rede é feita pacote a pacote, quando da transmissão dos dados, ao contrário do TDM em que existe uma alocação de banda fixa na rede, mesmo que não haja qualquer tráfego de dados.
O Frame Relay é um serviço de pacotes ideal para tráfego de dados IP, que organiza as informações em frames, ou seja, em pacotes de dados com endereço de destino definido, ao invés de coloca-los em slots fixos de tempo, como é o caso do TDM. Este procedimento permite ao protocolo implementar as características de multiplexação estatística e de compartilhamento de portas.
Considerando o modelo OSI para protocolos, o Frame Relay elimina todo o processamento da camada de rede (layer 3) do X.25. Apenas algumas funcionalidades básicas da camada de enlace de dados (layer 2) são implementadas, tais como a verificação de frames válidos, porém sem a solicitação de retransmissão em caso de erro. Desta forma, as funcionalidades implementadas nos protocolos de aplicação, tais como verificação de sequência de frames, o uso de frames de confirmações e supervisão, entre outras, não são duplicadas na rede Frame Relay. Isto permite um tráfego de quadros (frames) ou pacotes em alta velocidade (até 1,984 Mbps), com um atraso mínimo e uma utilização eficiente da largura de banda.

## Características
É um protocolo WAN de alta performance que opera nas camadas física e de enlace do modelo OSI. Esta tecnologia utiliza comutação por pacotes para promover a interface com outras redes através de dispositivos de borda (routers), compartilhando dinamicamente os meios de transmissão e a largura de banda disponíveis, de forma mais eficiente e flexível.
Protocolo Frame Relay, sendo descendente direto do X-25, utiliza-se das funcionalidades de multiplexação estatística e compartilhamento de portas, porém com a alta velocidade e baixo atraso (delay) dos circuitos TDM. Isto é possível pois o mesmo não utiliza o processamento da camada de rede (layer 3) do X.25. Isto exige redes confiáveis para a sua implementação eficiente, pois em caso de erro no meio de transmissão, ocorre um aumento significativo no número de retransmissões, pois a checagem de erros ocorre somente nas pontas.
O protocolo Frame Relay proporciona orientação a conexão em sua camada de trabalho (modelo OSI - Camada de Enlace de Dados ou camada 2).
O Frame Relay é baseada no uso de Circuitos Virtuais (VC). Um VC é um circuito de dados virtual bidirecional entre 2 portas quaisquer da rede, que funciona como se fosse um circuito dedicado. Existem 2 tipos de Circuitos Virtuais: O Permanent Virtual Circuit (PVC) e o Switched Virtual Circuit (SVC).
O PVC é um circuito virtual permanente configurado pelo operador na rede através de um sistema de Gerência de Rede, como sendo uma conexão permanente entre 2 pontos. A rota através dos equipamentos de rede pode ser alterada ao passo que ocorrem falhas ou reconfigurações, mas as portas de cada extremidade são mantidas fixas. Já o SVC é um circuito virtual comutado, que é disponibilizado na rede de forma automática,conforme a demanda, sendo utilizado principalmente por aplicações de Voz que estabelecem novas conexões a cada chamada.
Frame Relay também possibilita a utilização de múltiplos canais lógicos em uma mesma linha de acesso, o que torna o mesmo ponto-multiponto. Isto significa que podemos, utilizando uma única linha dados em um ponto de concentração (cpd, por exemplo), acessar diversos pontos remotos. Cada ponto remoto é acessado através de um endereço lógico diferente, chamado DLCI.
Cada DLCI contem 2 cUs com 2 portas.
Uma característica interessante do Frame Relay é o CIR(Committed information rate). O Frame Relay é um protocolo de redes estatístico, voltado principalmente para o tráfego tipo rajada, em que a sua infra-estrutura é compartilhada pela operadora de telefonia e, conseqüentemente, tem um custo mais acessível do que uma linha privada. Isto significa que quando um usuário de serviços de telecomunicações contrata uma linha Frame Relay com 128 kb/s, não quer dizer que ele tenha alocado na rede da operadora esta banda todo o tempo, pois, já que a infra-estrutura é compartilhada, haverá momentos em que ocorrerá congestionamentos. No ato da assinatura do contrato com a operadora, o usuário escolhe uma taxa de CIR, que pode ser de 25%, 50%, a que o usuário escolher, e no momento do congestionamento, a operadora garante que terá disponível a banda correspondente ao CIR. Por exemplo, se um usuário tem um Frame Relay de 128 kb/s com um CIR de 50%, caso a rede não esteja congestionada o mesmo poderá realizar uma rajada de tráfego a até 128 kb/s. Porém, caso haja congestionamento, esta banda vai sendo automaticamente reduzida até o valor de CIR, podendo este usuário no pior caso trafegar a 64 kb/s, que corresponde a 50% de 128 kb/s. Quando maior o CIR, maior o custo da linha 2.

## Transmissão
É conhecido como VFRAD a transmissão de voz sobre o protocolo Frame Relay.